# Jurij Hočevar
Jurij Hočevar, slovenski inženir gozdarstva, * 22. september 1915, Bled, † (?) 2010, (?).
Končal je osnovno šolo v rojstnem kraju in gimnazijo v Ljubljani,  diplomiral pa je leta 1939 na Gozdarski fakulteti v Beogradu. Zaposlen je bil pri gozdnih upravah na Bledu, Kranjski Gori in  Bohinjski Bistrici ter pri gozdnih gospodarstvih v Mariboru, Ljubljani  in Bledu. Nato je bil vodja razvojnega inštituta tovarne športne opreme
Elan, od 1970 direktor tovarne LIP Bled, po ustanovitvi Združenega gozdnega in lesnega gospodarstva Gorenjske pa je v letih 1974−1983 v združenju vodil razvojni sektor.